# Centre de Tampere
Le centre de Tampere (finnois : Tampereen keskusta) est le centre-ville de Tampere en Finlande.

## Présentation
Le centre-ville mesure environ trois kilomètres de long dans la direction est-ouest et environ deux kilomètres de long dans la direction nord-sud.
Il comprend le centre historique qui s'étend de la maison de Tampere à Hämeenpuisto ainsi que les quartiers d'Amuri et de Tammela. 
Au nord, le centre de Tampere est bordé par le lac Näsijärvi, au sud par le Pyhäjärvi et l'autoroute de Tampere, à l'est par la rue du parc Kaleva et à l'ouest par les rues Pirkankatu et Satakunnankatu. 
Les rapides Tammerkoski, qui traverse le centre de Tampere, divise le centre-ville de Tampere en deux parties.

## Lieux et monuments
Le centre de Tampere est une zone à l'architecture diversifiée. Bien que de nombreuses maisons aient été démolies, de nombreuses anciennes ont également été préservées. Les bâtiments anciens les plus remarquables sont, par exemple :  Cathédrale, Église orthodoxe, Caserne centrale des pompiers, Mairie, Maison du Commerce, Maison Palander, Ancienne église et Église Alexandre de Tampere. 
L'architecture plus récente est représentée, entre autres, par bibliothèque Metso, Koskikeskus, l'hôtel Ilves, Tullintori et l'Hôtel Torni.

## Rues
Les rues du centre-ville Aleksanterinkatu, Aleksis Kiven katu, Hallituskatu, Hämeenkatu, Itsenäisyydenkatu, Kauppakatu, Kuninkaankatu, Mariankatu, Parc du Häme, Puutarhakatu, Rautatienkatu, Sammonkatu, Satakunnankatu, Satamakatu, Teiskontie, Tuomiokirkonkatu, Yliopistonkatu sont organisées en plan hippodamien.
Passant par le tunnel de Tampere, le trafic de transit de la Paasikiven-Kekkosentie passe ainsi sous les quartiers du centre-ville.

## Galerie

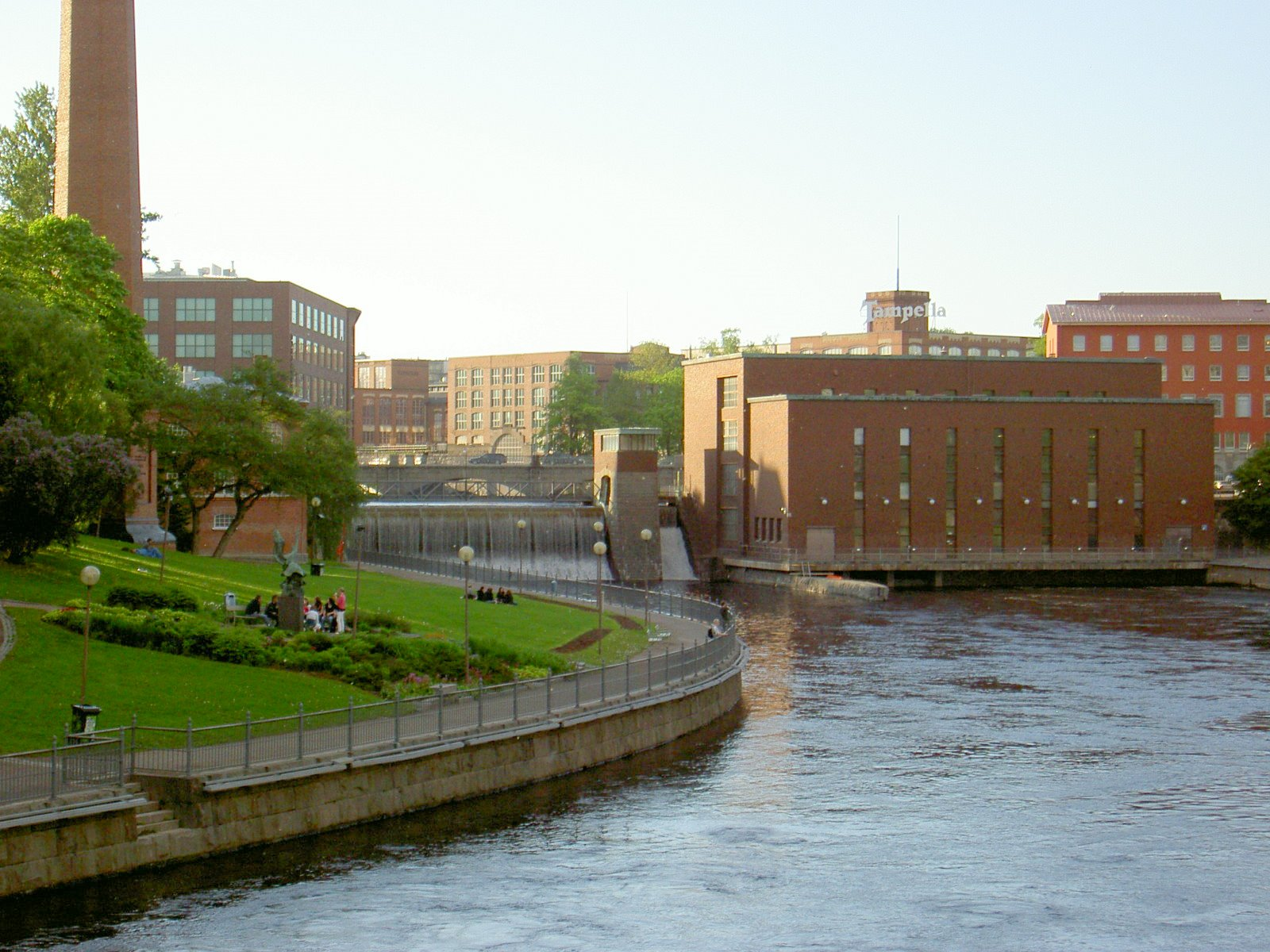
Les rapides Tammerkoski partagent en deux le centre-ville de Tampere.
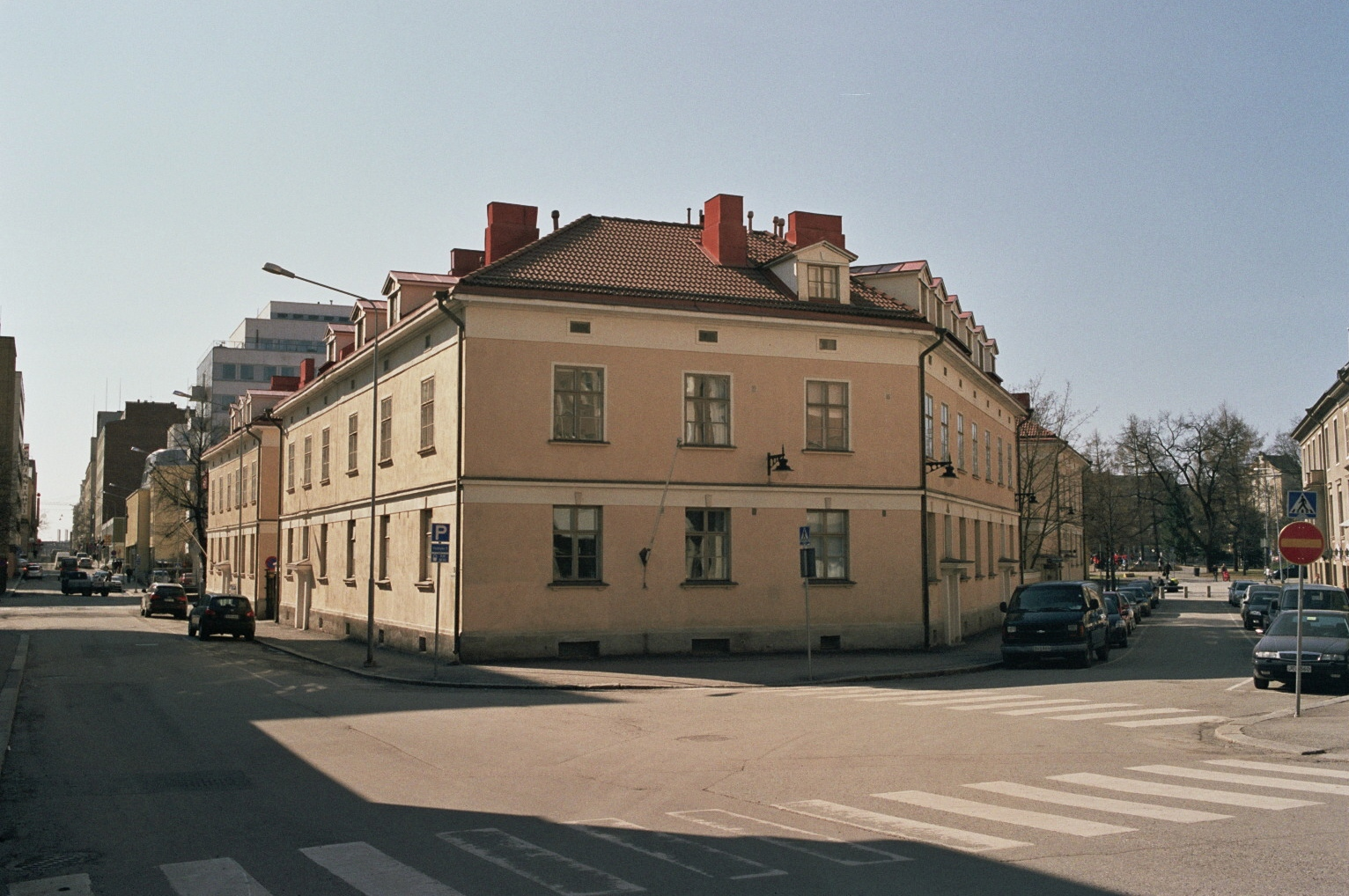
Coin de Aleksanterinkatu et Ojakatu.
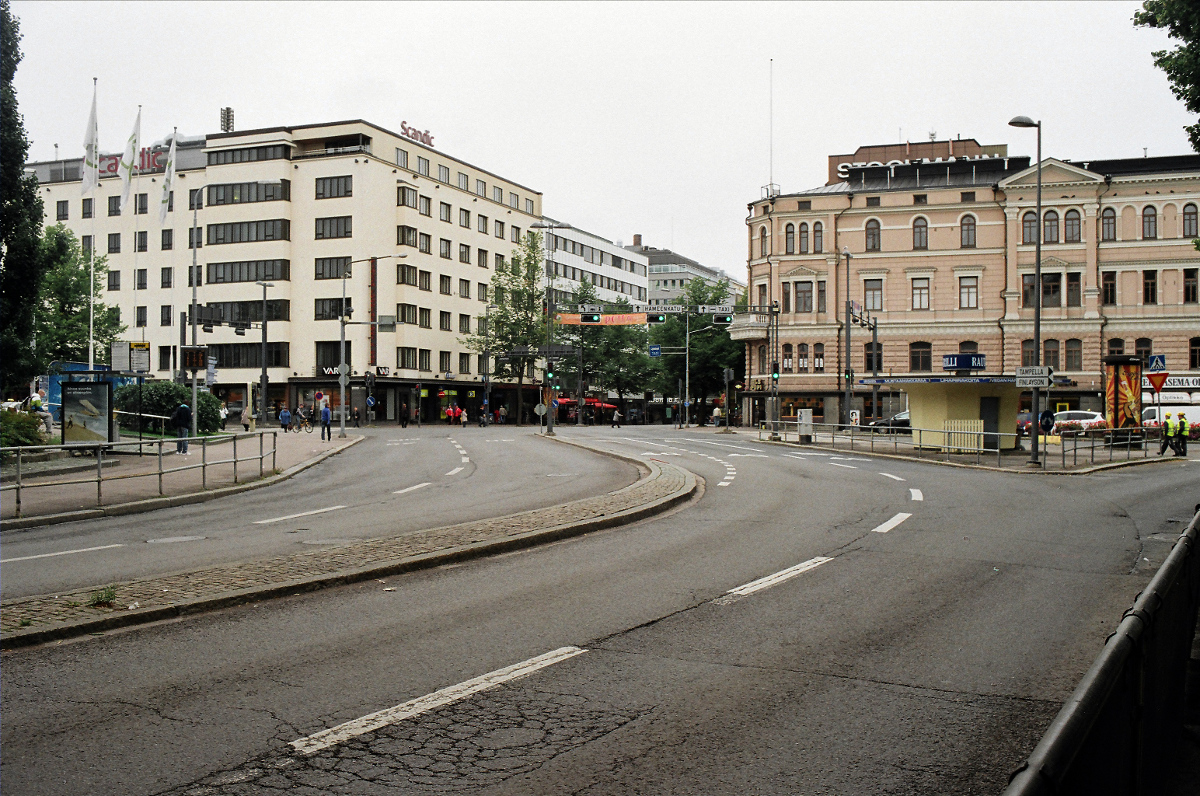
Intersection Itsenäisyydenkatu-Rautatienkatu-Hämeenkatu
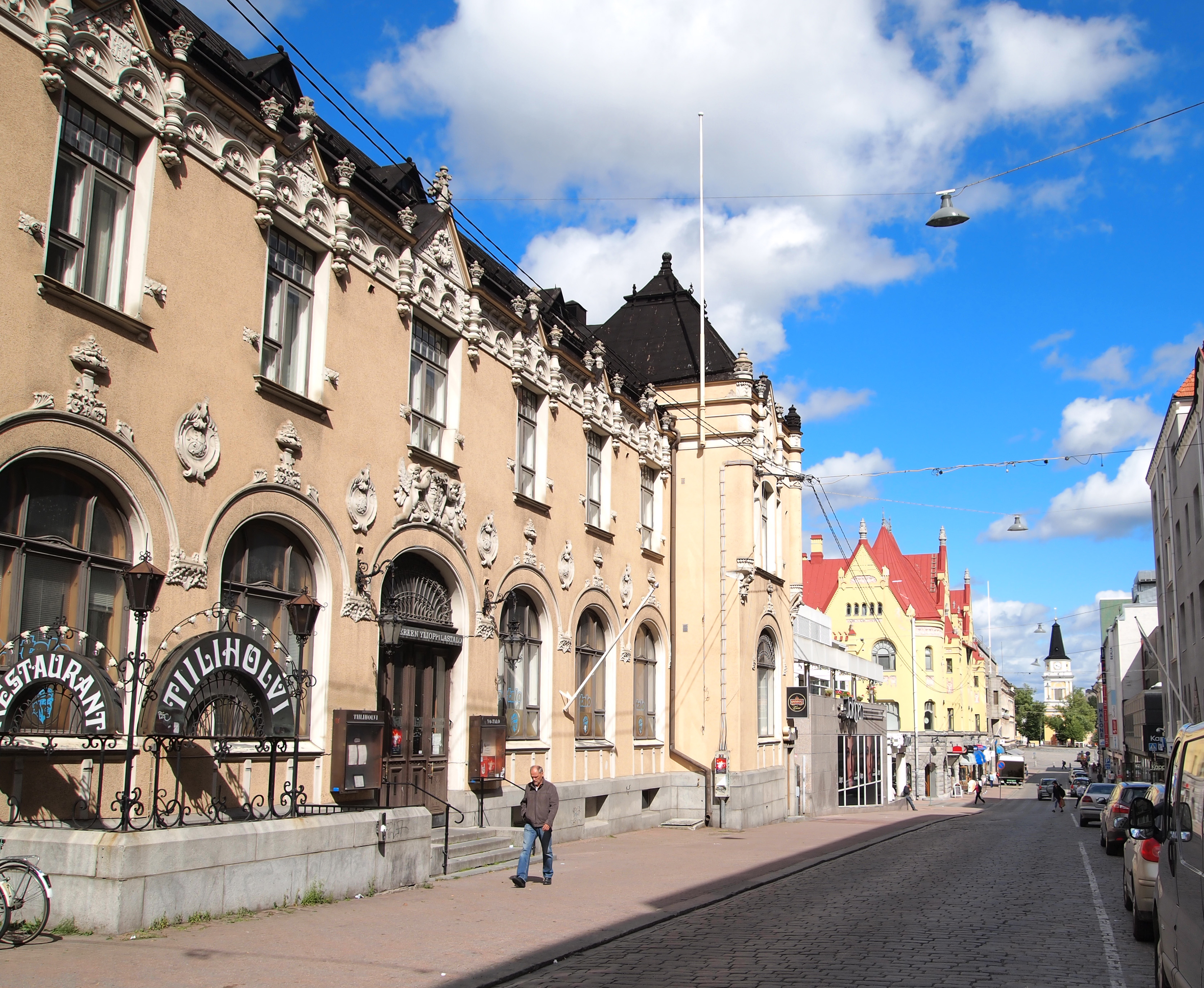
Kauppakatu.
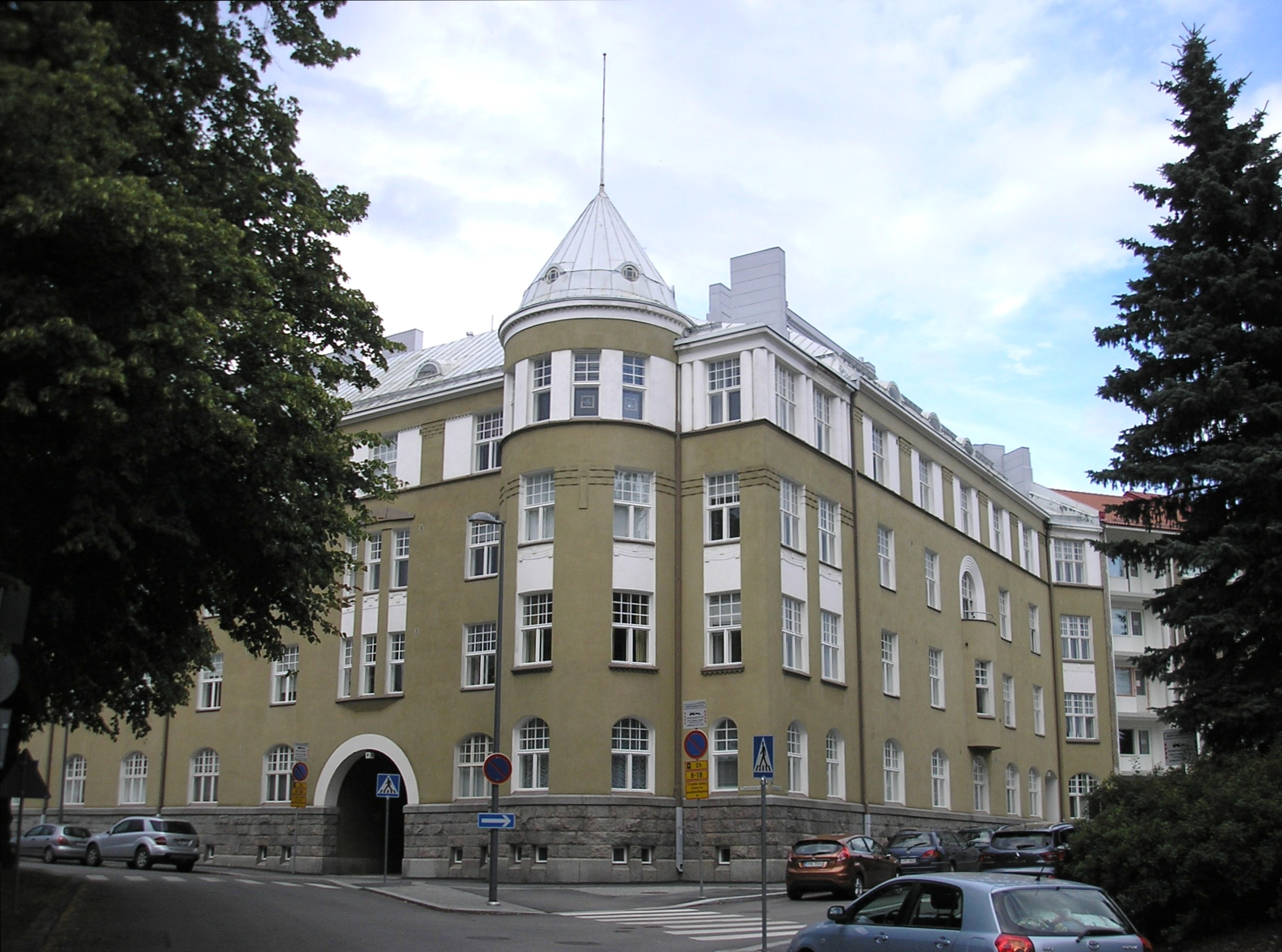
Le mur de pierre de Tuominen.
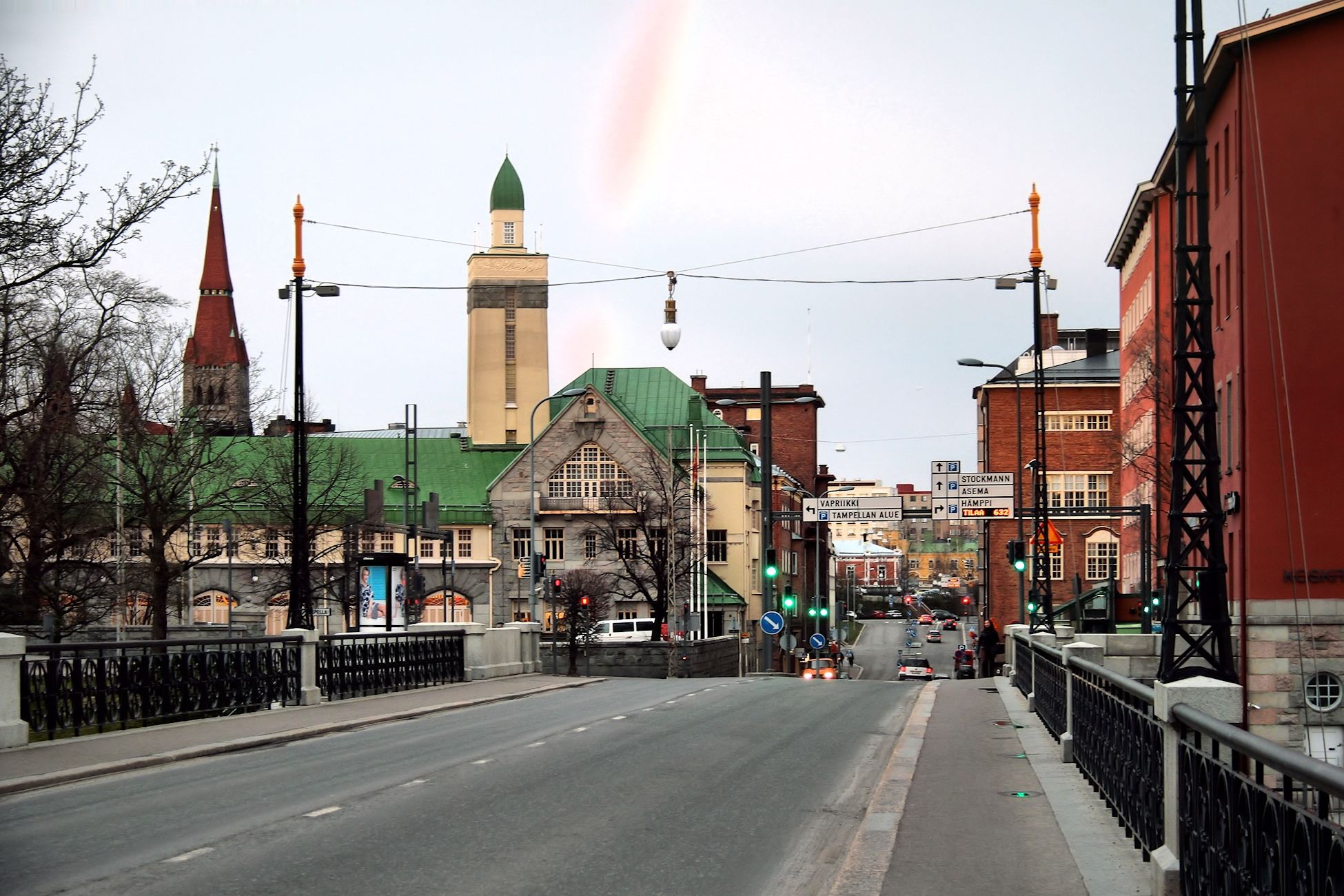
Satakunnankatu.
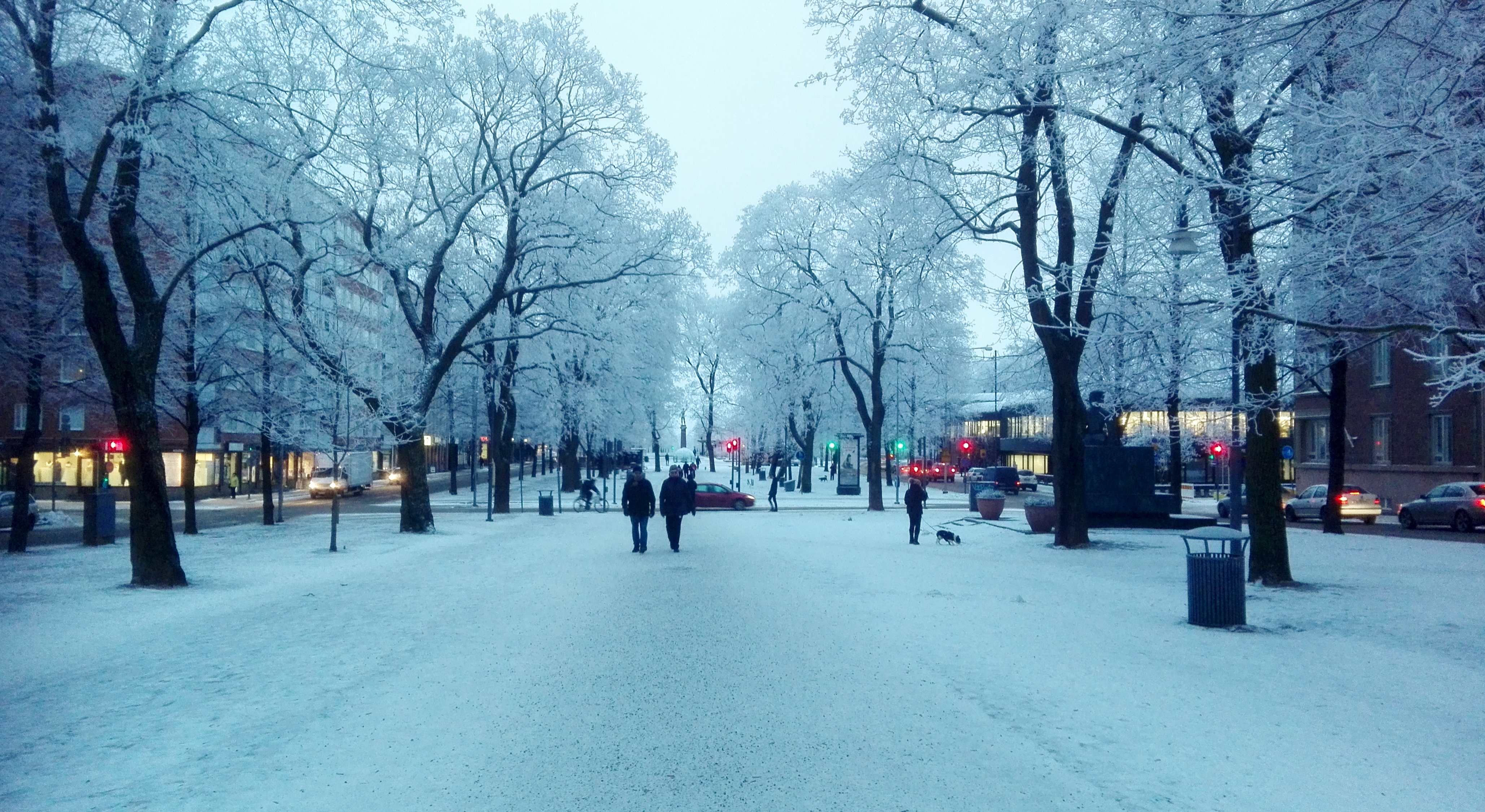
Hämeenpuisto.